# Análise global
Em matemática, a análise global, também chamada de análise em variedades, é o estudo das propriedades globais e topológicas das equações diferenciais em variedades e fibrados vetoriais.
A análise global usa técnicas em teoria de variedades infinitas e espaços topológicos de mapeamentos para classificar comportamentos de equações diferenciais, particularmente equações diferenciais não lineares. Esses espaços podem incluir singularidades e, portanto, a teoria da catástrofe faz parte da análise global. Problemas de otimização, como encontrar geodésicas em variedades Riemannianas, podem ser resolvidos usando equações diferenciais para que o cálculo das variações se sobreponha à análise global. A análise global encontra aplicação na física no estudo de sistemas dinâmicos e na teoria quântica de campos topológico.